# Charles-Marie-Ludovic-Henry Claveau
Charles-Marie-Ludovic-Henry Claveau, francoski general, * 1891, † 1954.